# Ruellia verbasciformis
Ruellia verbasciformis är en akantusväxtart som först beskrevs av Christian Gottfried Daniel Nees von Esenbeck, och fick sitt nu gällande namn av C. Ezcurra och D. Zappi. Ruellia verbasciformis ingår i släktet Ruellia och familjen akantusväxter. Inga underarter finns listade i Catalogue of Life.